# Hrastnik pri Trojanah
Hrastnik pri Trojanah – wieś w Słowenii, w gminie Zagorje ob Savi. W 2018 roku liczyła 53 mieszkańców.